# Meertens Instituut

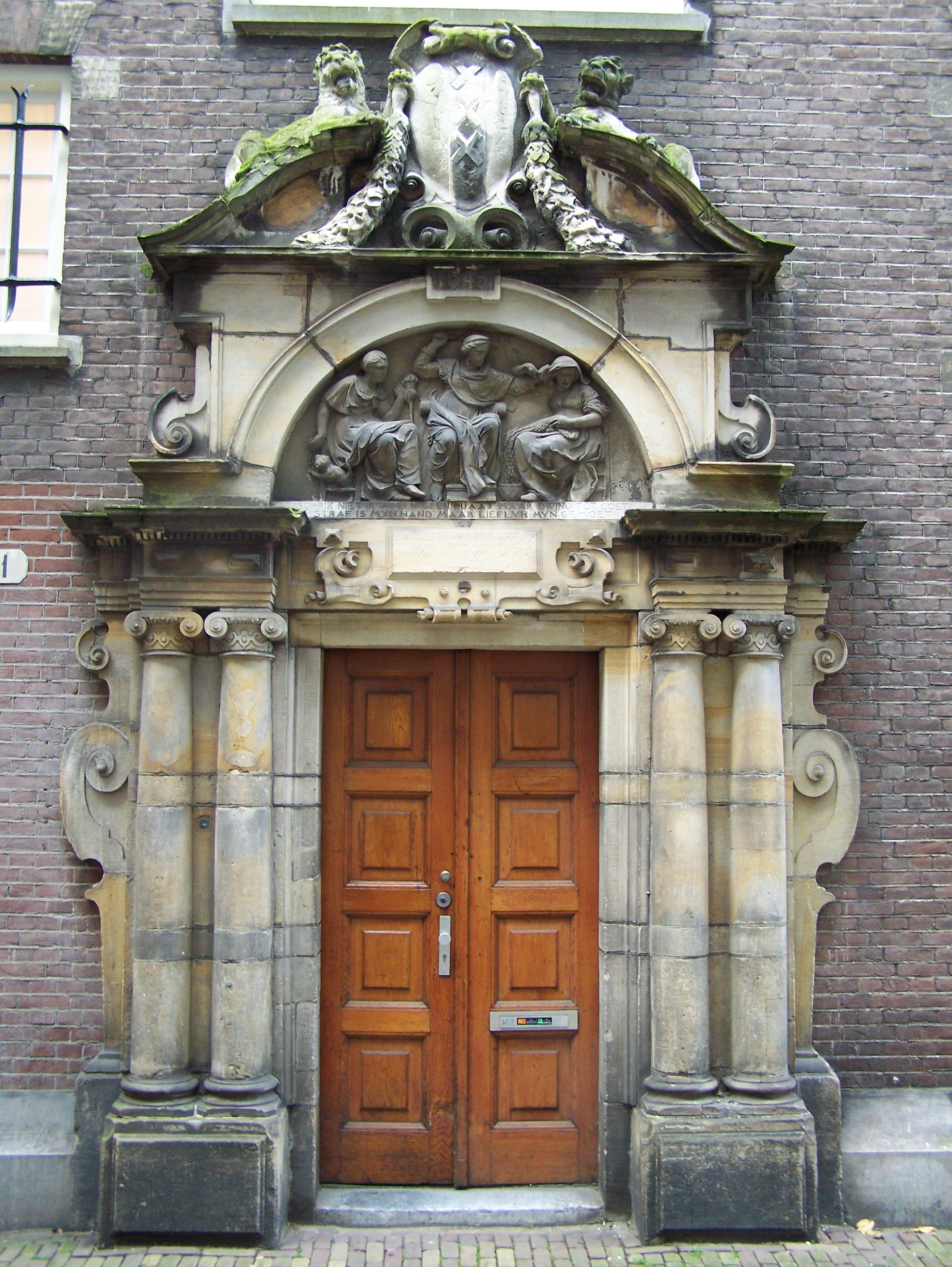
Sitz des Instituts in Amsterdam

Das Meertens Instituut („Meertens-Institut für Dialektologie, Volks- und Namenkunde“; benannt nach dem niederländischen Sprachforscher und Volkskundler Pieter Jacobus Meertens) ist eine in Amsterdam ansässige, im Jahr 1930 zunächst unter der Bezeichnung Dialectbureau begründete Forschungseinrichtung der Königlich Niederländischen Akademie der Wissenschaften (KNAW). Sie befasst sich mit niederländischer Dialektforschung, Namenkunde, Volkskunde und Ethnologie.
Hauptarbeitsgebiet der Einrichtung ist die Erforschung der Sprache, Schrift- und Alltagskultur der Niederlande. Das Institut erarbeitet und verwaltet diverse Datenbanken und Inventarlisten zu alltagsgeschichtlichen Themen wie Migration, Familiennamen, alte Maße und Gewichte, Liedgut, lokale Erzählungen, Etymologie, Dialekte, Wallfahrten, Pflanzennamen und stellt viele dieser Ressourcen auch im Internet zur Verfügung.
Das Institut erlangte Bekanntheit über den Wissenschaftsbetrieb hinaus, weil seine Arbeit und seine Mitarbeiter im Fokus des vielbeachteten Romanzyklus Het Bureau (Das Büro) von Han Voskuil stehen. Der Romanautor, selbst ehemaliger Leiter des Instituts, verarbeitete darin alltägliche und arbeitsweltliche Erlebnisse und Erfahrungen aus seiner Tätigkeit am Meertens-Institut.